# Alameda County
Alameda County är ett administrativt område i delstaten Kalifornien, USA. Den administrativa huvudorten (county seat) är Oakland. År 2010 hade Alameda County 1 510 271 invånare. Alameda County ligger öster om San Francisco-bukten i San Francisco Bay Area, och utgör merparten av det område som kallas East Bay.

## Geografi
Enligt United States Census Bureau så har countyt en total area på 2 127 km². 1 910 km² av den arean är land och 216 km² är vatten. 
De största städerna i countyt är Berkeley, Fremont, Hayward och Oakland.

### Angränsande countyn
- Santa Clara County, Kalifornien - syd
- San Mateo County, Kalifornien - väst
- San Francisco County, Kalifornien - väst
- Contra Costa County, Kalifornien - nord
- San Joaquin County, Kalifornien - öst
- Stanislaus County, Kalifornien  - sydöst

### Orter i Alameda County
- Alameda
- Albany
- Ashland
- Berkeley
- Castro Valley
- Cherryland
- Dublin
- Emeryville
- Fairview
- Fremont
- Hayward
- Livermore
- Newark
- Oakland
- Piedmont
- Pleasanton
- San Leandro
- San Lorenzo
- Sunol
- Union City

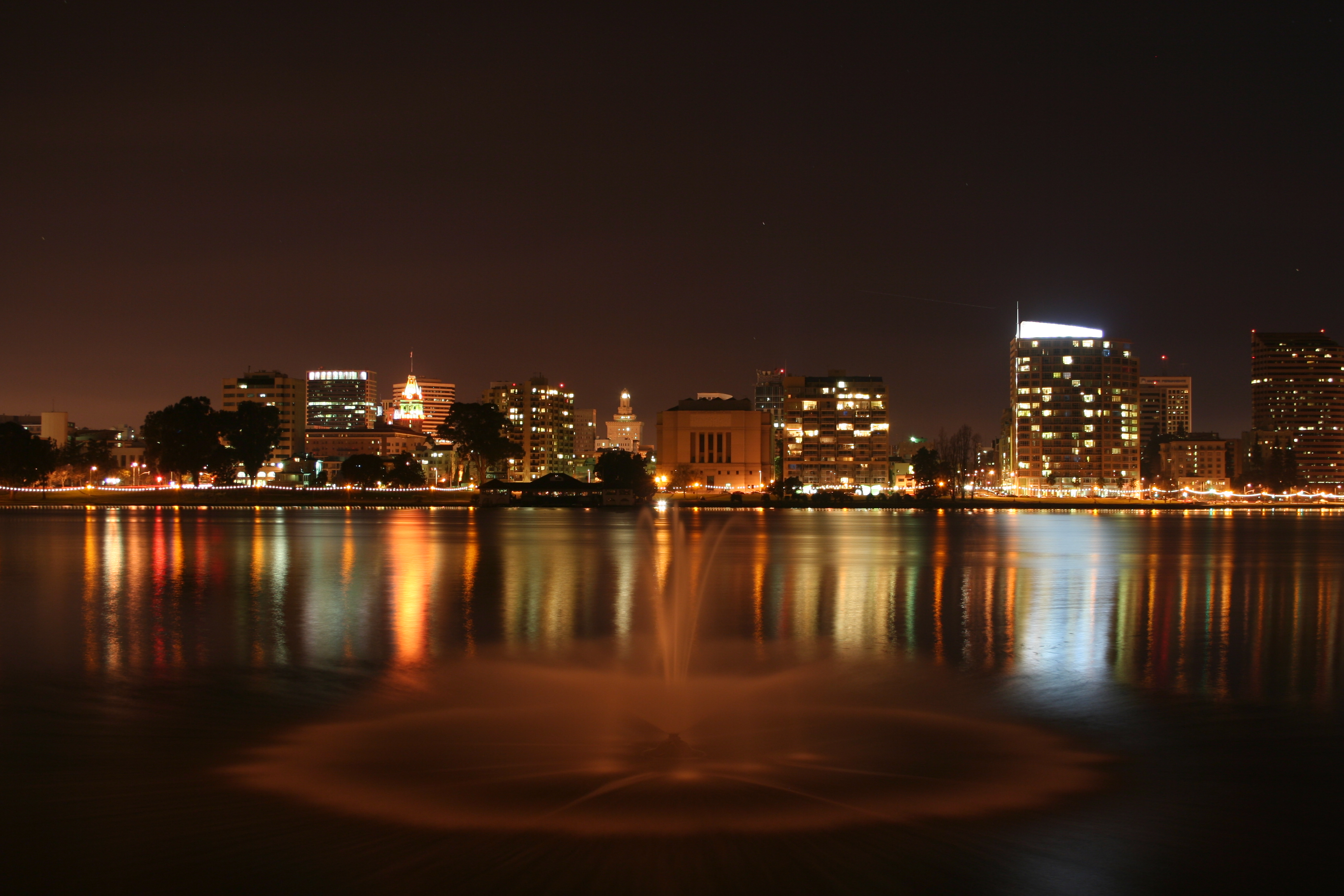
Centrala Oakland, vy västerut över Lake Merritt
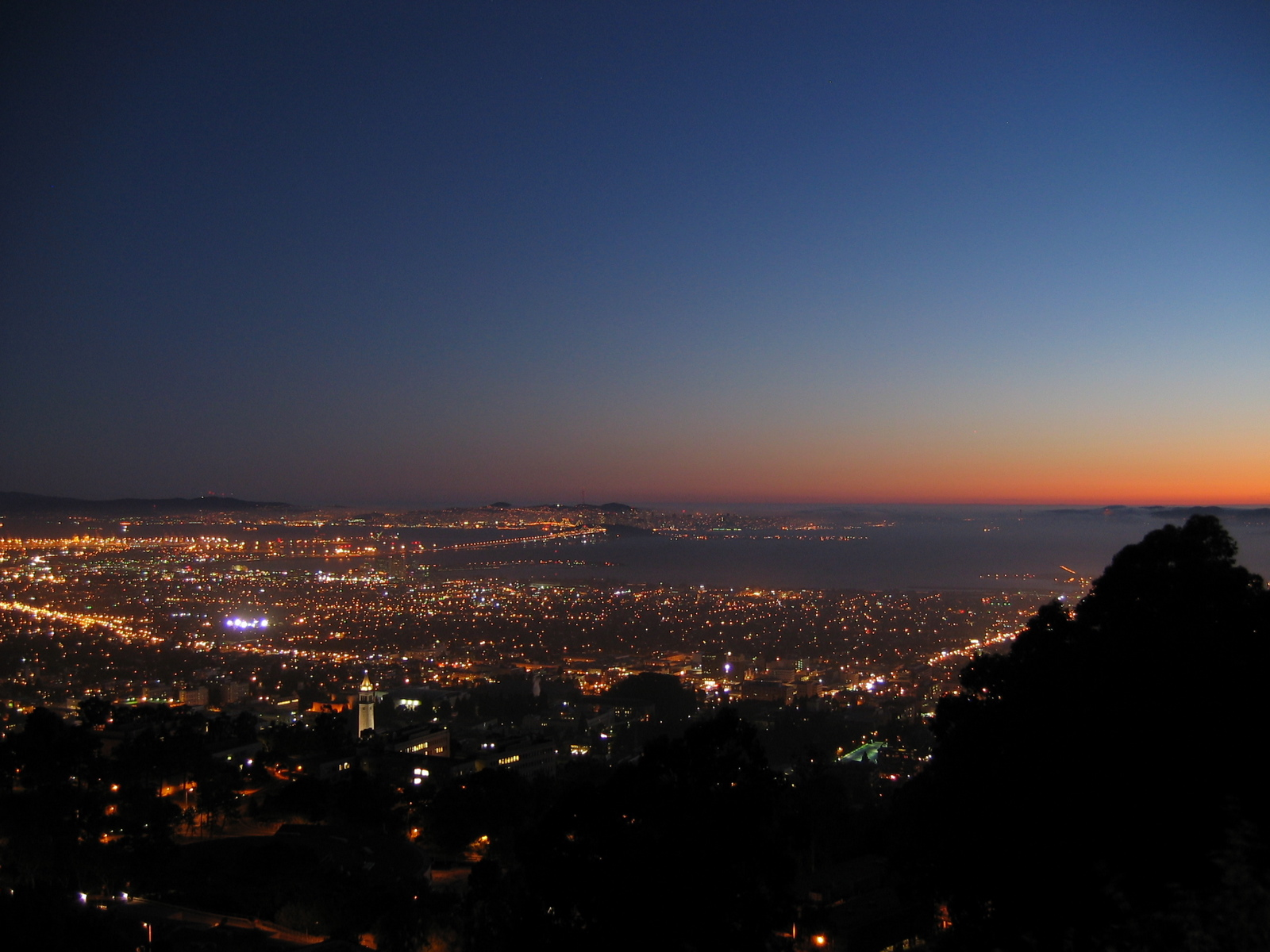
Berkeley och San Francisco Bay i skymningen
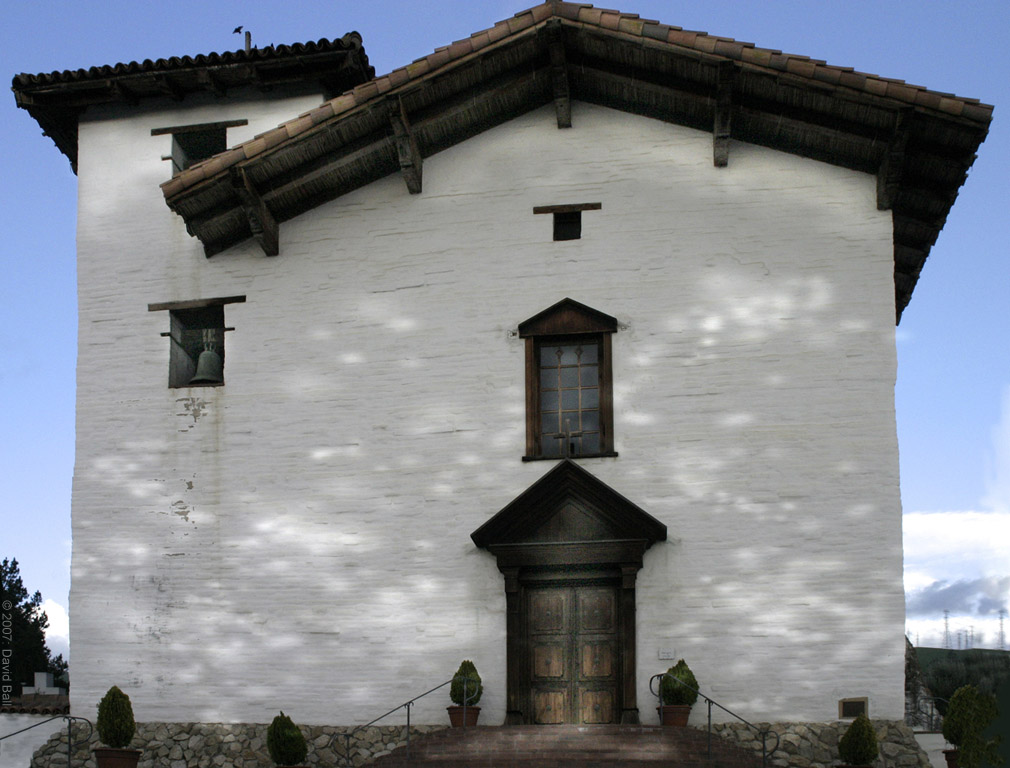
Den återuppbyggda Mission San José (i Fremont)